# Meckatzer Bräu-Engel

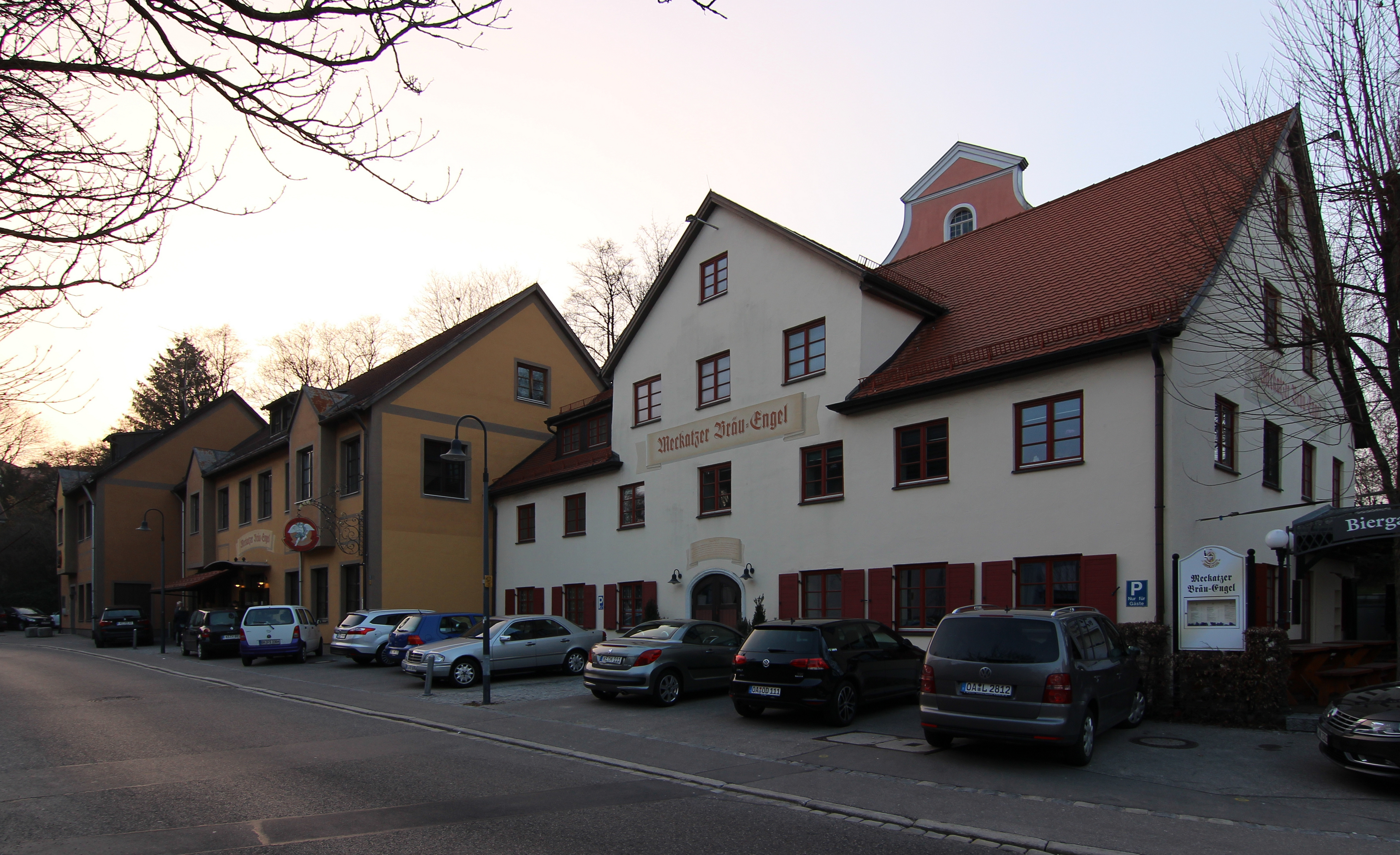
Meckatzer Bräu-Engel in Kempten

Das Wirtshaus Meckatzer Bräu-Engel in Kempten (Allgäu) an der Prälat–Götz-Straße 17 ist ein denkmalgeschütztes Gebäude. Das Stammhaus der Wirtschaft, ein Traufseitbau mit Zwerchhaus, stammt aus dem 18. Jahrhundert. Auf einer kleinen Erhebung hinter diesem Gebäude befindet sich die Fürstenschule.
Das Gebäude hat seit mindestens 1819 eine Nutzung als Gaststätte. Im Jahr 1894 wurde im Mittelbau ein Tanzsaal eingerichtet. Am 1. August 1934 erwarb die Brauerei Meckatzer Löwenbräu das Gebäude. 1980 erfolgte der erste große Umbau, ein Jahr darauf wurde der Tanzsaal an die Tanzschule Huber veräußert. Im Jahr 1997 wurde das Gebäude mit seinem Gastronomiebetrieb komplett neu eingerichtet. Im April 1998 wurde das Restaurant wiedereröffnet.